# Lista de representantes permanentes da Argentina nas Nações Unidas
Esta é uma lista de representantes permanentes da Argentina, ou outros chefes de missão, junto da Organização das Nações Unidas em Nova Iorque.
A Argentina foi um dos Estados fundadores das Nações Unidas e é membro desde 24 de outubro de 1945.
| Início | Término | Representante permanente (Chefe de missão) | Cargo                        | Credenciais |
| ------ | ------- | ------------------------------------------ | ---------------------------- | ----------- |
| 1946   | 1950    | José Arce                                  | Representante permanente     |             |
| 1950   | 1952    | Jerónimo Remorino                          | Representante permanente     |             |
| 1952   | 1953    | Rodolfo Muñoz                              | Representante permanente     |             |
| 1953   | 1954    | Juan I. Cooke                              | Representante permanente     |             |
| 1955   | 1956    | Aníbal Olivieri                            | Representante permanente     |             |
| 1957   | 1958    | Mariano Drago                              | Representante permanente     |             |
| 1958   | 1962    | Mario Amadeo                               | Representante permanente     |             |
| 1962   | 1966    | Lucio García del Solar                     | Encarregado de negócios a.i. | -           |
| 1966   | 1970    | José María Ruda                            | Representante permanente     |             |
| 1970   | 1977    | Carlos Ortiz de Rozas                      | Representante permanente     |             |
| 1977   | 1980    | Enrique J. Ros                             | Representante permanente     |             |
| 1980   | 1982    | Juan Carlos Beltramino                     | Representante permanente     |             |
| 1982   | 1982    | Eduardo A. Roca                            | Representante permanente     |             |
| 1982   | 1986    | M. Muñiz                                   | Representante permanente     |             |
| 1986   | 1989    | Marcelo Delpech                            | Representante permanente     |             |
| 1989   | 1992    | Jorge Vazquez                              | Representante permanente     |             |
| 1992   | 1996    | Emilio Cárdenas                            | Representante permanente     |             |
| 1996   | 1999    | Fernando Petrella                          | Representante permanente     | 1996-09-04  |
| 2000   | 2003    | Arnoldo Listre                             | Representante permanente     | 2000-01-12  |
| 2003   | 2007    | César Mayoral                              | Representante permanente     | 2004-01-16  |
| 2007   | 2011    | Jorge Argüello                             | Representante permanente     | 2007-06-18  |
| 2011   | 2012    | Mateo Estrémé                              | Encarregado de negócios a.i. | -           |
| 2012   | 2015    | María Cristina Perceval                    | Representante permanente     | 2012-11-23  |
| 2016   | atual   | Martín Garcia Moritán                      | Representante permanente     | 2016-02-16  |